# طابع محرفي
الطابع المحرفي أو سطح الحرف الطباعي أو الحروف المطبعيّة (بالإنجليزية: typeface)‏ يشير إلى التصميم العام للكتابة؛ ومن الممكن أن تكون لهذا التصميم أنواع مثل غليظ جدا أو غليظ أو عادٍ أو خفيف أو مائل أو مكثّف أو ممدود إلخ. ومجموعة حروف الطباعة التي تحمل التصميم نفسه، بالأنواع المختلفة، تسمى باسم عائلة البنط. كل بنط ينتمي لنفس العائلة يحمل نمط مشترك كما يشترك أيضا بعرضه وطريقة كتابة أحرفه. كمثال هناك عائلة بنوط تكون صفتها المشتركة أنها تكون مائلة وأخرى أن تكون عريضة.
هناك الآلاف من الخطوط الطباعية في الوجود، وتخترع خطوط طباعية جديدة على الدوام. العلم الذي يعنى بالخطوط يسمى تصميم الخطوط أما مشكلوها أما المحترف بذاك العلم هو مصمم خط (والخطاطون يقومون بالكتابة)، وكثيرا ما يعمل مصمم الخط في شركة مختصة بصناعة الخطوط الطباعية. يسمى فن تصميم الخطوط الطباعية بتصميم الخط، وفي تصميم الخطوط الرقمية قد يسمى مصمم الخط باسم «مطور الخط.» كل خط بمثابة مجموعة من الصور الرمزية، وكل صورة رمزية تدل على حرف أو رقم أو علامة ترقيم أو رمز آخر. وذات الصورة الرمزية قد تدل على حروف في أنظمة كتابة مختلفة، فالحرف A اللاتينية تبدو كالحرف А السيريلية أو الحرف ألفا الإغريقية. هناك خطوط طباعية مصممة تحديدا لاستعمالات معينة كصنع الخرائط أو علم الفلك أو الرياضيات.
أنظر كمثال الخط الكوفي سوف تجد أن حرف الباء يكتب بطريقة معينة وكذلك الحروف الأخرى لها قواعدها الخاصة بالكتابة والتي تختلف من خط لاخر.